# Drepanosticta penicillata
Drepanosticta penicillata är en trollsländeart som beskrevs av Van Tol 2007. Drepanosticta penicillata ingår i släktet Drepanosticta och familjen Platystictidae. Inga underarter finns listade i Catalogue of Life.